# Auguste Sabatier
Auguste Louis Sabatier (n. 22 octombrie 1839, Vallon, Ardèche, Franța – d. 12 aprilie 1901, Paris, Franța) a fost un teolog protestant francez, profesor de dogmatică și exegeză la Strasbourg și Paris.